# ヴァジャ・プシャヴェラ駅
ヴァジャ・プシャヴェラ駅（ヴァジャ・プシャヴェラえき、グルジア語: ვაჟა-ფშაველა、グルジア語ラテン翻字: Vazha-Pshavela）は、ジョージアのトビリシ地下鉄サブルタロ線の駅である。デリシ駅と国立大学駅の間に位置する。2000年4月に開業。駅名はジョージアの小説家ヴァジャ・プシャヴェラにちなんで名付けられた。
駅の設計は建築家のN・ロミゼ (ნ. ლომიძე) が行い、プロジェクト組織サクトランスプロエクティ (საქტრანსპროექტი) が建設を担った。
2017年10月に隣の国立大学駅が開業するまでは、この駅が末端駅であった。2000年から2017年までの間、この駅は1番線のみを使用して列車の発着・折り返し運転を行っていた。2番線は隣の国立大学駅の開業後から使用開始された。